# Вільям Айзек Томас
Ві́льям А́йзек То́мас (англ. William Isaac Thomas; нар. 13 серпня 1863 — пом. 5 грудня 1947) — американський учений, один із засновників американської соціології та соціальної психології. Педагог, професор, доктор філософії. Співпрацюючи з польським соціологом Ф. В. Знанецьким, В. Томас написав інноваційну роботу з етносоціології, соціології міграції «Польський селянин у Європі й Америці». Американський учений сформулював фундаментальний принцип соціології, відомий як теорема Томаса.

## Життєпис
Вільям Томас народився в окрузі Расселл, штат Вірджинія, 13 серпня 1863 року в сім'ї методистського священика німецького походження Тадеуса Пітера Томаса (англ. Thaddeus Peter Thomas) і Сари Прайс Томас (англ. Sarah Price Thomas). Коли він був ще маленьким, його сім'я переїхала до Ноксвіла, де розташований Університет Теннессі, тому що батько хотів поліпшити освітні можливості для своїх дітей.

### Навчання
З 1880 року В. Томас вивчає літературу й антикознавство в Університеті Теннессі, де він отримав звання бакалавра мистецтв у 1884 р. та став ад'юнкт-професором з англійської та сучасних мов. У Ноксвіллі він також викладав грецьку, латину, французьку, німецьку мови та природничу історію. В цей же час він зацікавився етнологією та соціальними науками після ознайомлення з працею Г. Спенсера «Принципи соціології».
В 1888 році В. Томас одружився зі своєю першою дружиною Гарієт Парк (англ. Harriet Park). Протягом 1888-1889 років він навчався в Німеччині в Берлінському та Геттінгенському університетах, вивчав класичні та сучасні мови. Під час навчання він також проявив інтерес до етнології та соціології під впливом німецьких учених, таких як Моріц Лацарус, Гейман Штейнталь і Вільгельм Вундт.

### Викладацька та наукова діяльність
Після повернення до США у 1889 р., В. Томас викладав у Оберлінському коледжі, Огайо, по 1895 рік як професор англійської мови та пізніше соціології.
В 1894 році В. Томас був запрошений викладати соціологію до нещодавно заснованого (1890) Чиказького університету. Наступного року він перейшов до цього вишу на постійній основі для того, щоб навчатися в аспірантурі з соціології й антропології на новому відділенні соціології. Тут він отримав звання доктора філософії в галузі соціології в 1896 році.
Після цього він повернувся до Європи для проведення польових досліджень із різноманітних етнічних та культурних проблем у рамках підготовки до написання порівняльної роботи щодо європейських націй, яку він не завершив. Під час перебування в Європі вчений став цікавитися психологією народів завдяки Вільгельму Вундту та шукав нову методологію вивчення націй та культур. Ще у січні 1896 року В. Томас написав статтю у «Американському журналі соціології» (англ. «The American Journal of Sociology») «Масштаб і метод психології народів» (англ. "The Scope and Method of Folk Psychology"). З американських науковців на нього справили деякий вплив Дж. Г. Мід і Ч. Г. Кулі, хоча він в-основному був незалежним мислителем.
Протягом наступних майже 25 років, В. Томас викладав соціологію та антропологію в Чиказькому університеті, будучи з 1895 року викладачем, із 1896 р. асистентом (англ. assistant professor), із 1900 р. старшим викладачем (англ. associate professor) та професором з 1910 року. Він разом із А. Смолом, Дж. Вінсентом, Ч. Гендерсоном уважається одним із засновників Чиказької соціологічної школи. Протягом 1895-1917 років він також був співредактором «Американського журналу соціології» від першого його випуску до моменту, коли вчений залишив Чикаґо.
В 1907 році науковець опублікував свою першу важливу працю «Стать і суспільство» (англ. «Sex and Society»). Незважаючи на певну тенденційність, ця праця була на той час досить прогресивною.
В 1908 році В. Томас отримав a значний грант від Фонду расової психології Гелен Калвер (англ. Helen Culver Fund for Race Psychology) на дослідження протягом 10 років життя та культури іммігрантів. До 1918 року вчений використовував грантові кошти на поїздки до Європи для вивчення становища східноєвропейських іммігрантських груп. Спочатку він планував вивчення декількох національних груп, проте потім звузив об'єкт дослідження до іммігрантів з Польщі, які сформували найбільшу й найпомітнішу етнічну спільноту в Чикаґо. Для цієї мети американський соціолог вивчив польську мову, опитував членів чиказької польської спільноти та здійснював поїздки до Польщі.

### «Польський селянин у Європі й Америці»

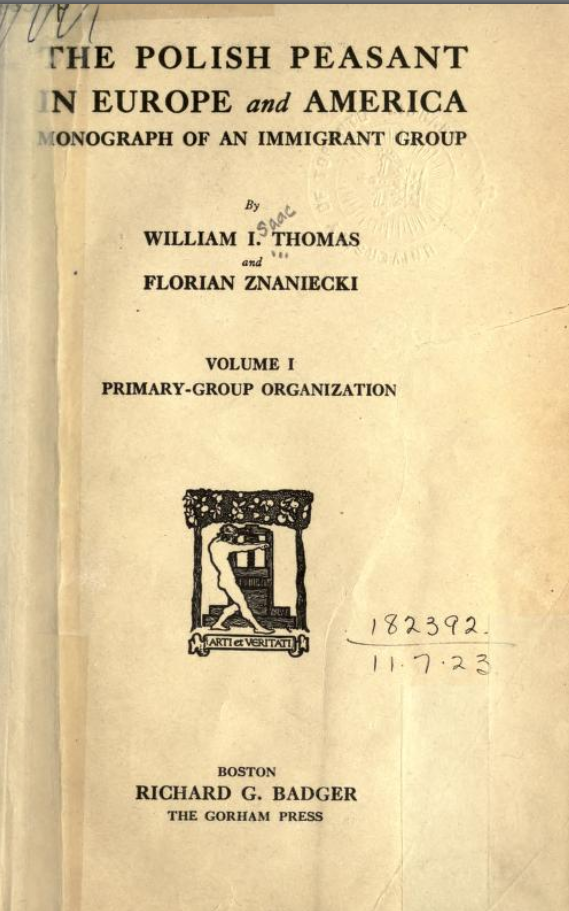
Обкладинка 1-го тому «Польського селянина у Європі й Америці», видання 1918 р.

В 1913 р. під час однієї з таких поїздок, В. Томас познайомився з польським соціологом Ф. В. Знанецьким, який у той час редагував журнал «Польський емігрант» (пол. Wychodźca polski) та керував організацією, яка представляла інтереси польських емігрантів у Варшаві. Ф. Знанецький асистував американському науковцю у його вивченні організацій, які виявилися цінним ресурсом.
Після початку Першої Світової війни польський соціолог сам залишив Польщу та емігрував до Чикаґо. В. Томас одразу ж залучив Ф. Знанецького до своїх досліджень як асистента. Останній зрештою став співавтором їхньої монументальної праці «Польський селянин у Європі й Америці» (англ. "The Polish Peasant in Europe and America", 1918–1919), яку Л. Козер назвав «самою ранньою важливою віхою американських соціологічних досліджень». У цій праці автори використали біографічний метод для вивчення культури в цілому. Крім того, науковці розробили підхід до розуміння етнічності зокрема, котрий багато в чому випередив свій час і в сучасності по новому відкритий у контексті транснаціональних досліджень міграції. Ця фундаментальна праця позначила початок нового етапу в розвитку соціологічних досліджень і стала класичним зразком дослідження в стилі Чиказької школи.

### Арешт
Матеріальному та моральному стану В. Томаса було завдано важкого удару після того, як у 1918 році він був заарештований ФБР за звинуваченням у порушенні закону Манна, або «Закону про перевезення білих рабів», який був прийнятий для боротьби з проституцією. Хоча науковець був виправданий за всіма пунктами звинувачення, його репутація, як ученого, зазнала невиправної шкоди.

### Подальша діяльність
Після цього, науковець переїхав до Нью-Йорку та з 1923 по 1928 роки читав лекції в Новій школі соціальних досліджень. Він продовжив свої дослідження завдяки підтримці благодійників і різних установ.
Одним з найбільших внесків ученого до соціологічної науки була його високо оцінена праця «Непристосована дівчинка» (англ. "The Unadjusted Girl", 1923). Саме в ній він почав розробку своєї впливової концепції «визначення ситуації».
В. Томаса було обрано Президентом Американського соціологічного товариства в 1927 р. Він представляв цю організацію у Американській раді наукових товариств (англ. American Council of Learned Societies).
Книга В. Томаса «Дитина в Америці» (англ. "The Child in America", 1928) у співавторстві з його асистенткою-дослідницею Дороті Свейн Томас (англ. Dorothy Swaine Thomas), включила судження, яке стало фундаментальним законом соціології (Теорема Томаса): « Якщо люди визначають ситуації як реальні, останні є реальними за своїми наслідками». В цій праці вчений продовжив розробку своєї концепції «визначення ситуації». Ситуаційний аналіз, у котрому поняття «визначення ситуації» відіграє першочергову роль, застосовувався в ній до вивчення різних конкретних проблем. Поряд з ідеями Дж. Г. Міда, ця концепція пізніше виявилася важливою передумовою постання символічного інтеракціонізму на противагу структурному функціоналізму.
Пізніше В. Томас був членом Американської академії мистецтв і наук, був представником соціології у Раді досліджень соціальних наук (англ. Social Science Research Council) з 1928 по 1932 роки, згодом він став секретарем Комітету особистості та культури у цій організації.
В 1935 році, після розлучення з Гарієт Парк, В. Томас одружився вдруге зі своєю колегою Дороті Свейн Томас, молодшою за нього на 36 років.
У 1936 році П. О. Сорокін, декан соціологічного факультету Гарвардського університету, запросив В. Томаса стати запрошеним професором (англ. visiting lecturer) у цьому виші. Останній прийняв запрошення, проводив різні семінари у Гарварді в 1936–1937 роках.
Залишивши Гарвард, Томас поступово пішов у відставку. Він проживав у Нью-Йорку, Нью-Гейвені та останні роки (1940-1947) у Берклі, Каліфорнія, де й помер 5 грудня 1947 р.

## Соціологічні погляди
В. Томас належав до групи, котру часто називають ранньою психологічною школою соціології, поряд з Ф. Г. Ґідінґсом, E. A. Росом, Ч. Г. Кулі й Е. Ферісом. Сам учений ніколи не публікував будь-яких матеріалів з цього питання, проте використовував його як лекційний матеріал. За його власними оцінками, він розробляв два основні напрямки: по-перше, «соціально-психологічні аспекти історії культури або соціальну психологію, яка розглядає раси, нації, класи, групи за інтересами тощо в різних культурних ситуаціях й історичних епохах; а по-друге, розвиток особистості в нормальних, кримінальних і психопатичних осіб відносно культурних ситуацій і конкретних випадків досвіду через вивчення їхніх життєвих історій, які можуть бути викладені у формі автобіографічних, ситуативних досліджень (case-study), безперервних і організованих інтерв'ю тощо. За словами вченого, його наукові інтереси лежали в маргінальних областях, а не в соціології в її тодішньому академічному розумінні.
Також, він увів до наукового обігу немало нових термінів, серед яких „життєва організація“ („life-organization“), „соціальні настанови“ („social attitudes“), „чотири бажання“, „визначення ситуації“. Останнє пізніше стало відомим як „теорема Томаса“: Важливим є те, як актор визначає значення символу, а не те, що символ може означати для соціолога, що досліджує дії актора».
В центрі наукових інтересів В. Томаса — взаємовідносини індивіда та соціальної групи, індивіда та культурних цінностей, закономірностей поведінки індивіда в соціальній ситуації, процеси пристосування індивіда до групи й одних соціальних груп до інших. Американський учений виходив з того, що соціальна теорія повинна вивчати людську поведінку за допомогою шкал і методів, які співставні з методами природничих наук.
Система цінностей як нормативних правил формує, на думку В. Томаса, соціальні інституції, котрі, в свою чергу, призводять до виникнення соціальної організації, вивчення якої вчений вважав предметом соціології, на відміну від соціальної психології як науки про настанови.

### Чотири основні бажання людини
Аналізуючи причини та рушійні сили суспільного життя й особистісних настанов людини, американський учений у своїх перших роботах під впливом психоаналізу розробляє вчення про чотири основні бажання людини:
- нового досвіду;
- безпеки;
- визнання;
- панування.

В підсумку він вважав, що бажання обумовлюються темпераментом. Пізніше в «Польському селянині в Європі й Америці» «бажання» (настанови) трактуються вже як частково біологічні та частково соціальні.

### Визначення ситуації

#### Соціальна ситуація
Ядром теорії В. Томаса є поняття соціальної ситуації, яке включає в себе три взаємопов'язаних елементи:
- Об'єктивні умови (соціальні норми та цінності);
- настанови індивіда та групи;
- визначення ситуації актором.

У книзі «Польський селянин в Європі й Америці» в-основному аналізувалась відповідність другого та третього елементів.

#### Механізм визначення ситуації
В свої останні роки В. Томас аналізував механізм визначення ситуації. На його думку, засвоєння соціальних норм і цінностей починається з сім'ї та продовжується через школу, закон і церкву. В результаті групові визначення ситуації (цінності) стають «внутрішніми» для всіх членів групи. Коли визначення ситуації індивідом не збігається з груповими цінностями, виникають конфлікти та соціальна дезінтеграція, котрі стають причинами багатьох хвороб капіталістичного суспільства.

#### Соціальна поведінка
В 1920-ті роки В. Томас розглядає соціальну поведінку з точки зору «ситуативного» підходу: мотиви поведінки не встановлюються заздалегідь (як «бажання», інстинкти), у відповідності з якими потім описується поведінка, а виявляються під час спостереження та порівняння поведінки в різних ситуаціях. Визначення ситуації на груповому рівні дає уявлення про норми, закони, цінності. Визначення ситуації індивідом, виходячи з його власних настанов і нормативних (ціннісних) приписів групи, свідчить про його пристосовність до неї, про міру конформності індивіда.

#### Типологія особистостей
Виходячи з цього, разом із Ф. Знанецьким В. Томас розробив типологію особистостей людей за характером їх пристосовності до соціального оточення:
- міщанський тип (для нього характерні традиційні настанови);
- богемний (нестійкі та непов'язані настанови, висока пристосовність);
- творчий (логічно взаємопов'язані між собою настанови та творчі потенції, що обумовлюють оптимальне визначення ситуації).

Вчений стверджував, що розвиток суспільного життя та культури визначається лише творчими особистостями, котрі здатні на винаходи та нововведення. Джерелом прогресу він бачив психологічні якості людей, які обумовлені їхнім темпераментом.
«Визначення ситуації» як взаємодія «настанов» і «цінностей», зорієнтоване В. Томасом головним чином на індивідуальну поведінку й є по суті суб'єктивним: «Якщо люди визначають ситуації як дійсні, то вони є дійсними за своїми наслідками». Психологізм у «визначенні ситуації» та людської поведінки взагалі обумовив сумніви вченого щодо можливості «закону» в соціології. Він припускав лише ймовірні припущення, що ґрунтуються на ретельному вивченні ситуації.

#### Метод соціології
Звідси випливає перевага, яку він надавав використанню інтроспективних методів (аналізу особистих документів, «біограм» — листів, щоденників, автобіографій; включеному спостереженню тощо), що відіграло велику роль у розвитку техніки соціологічного дослідження.
В. Томас узагалі вважається піонером використання біографічного методу в соціальних і міграційних дослідженнях. Він використовував методи польових спостережень, які розробили етнографи раніше для вивчення неграмотних суспільств. Учений широко використовував особисті письмові матеріали як первинні етнографічні джерела і розробив біографічний метод у соціології. Він збирав усні та письмові відомості, використовував газетні звіти, архіви організацій, особисті листи та щоденники.
Роботи вченого, котрі знаменували перехід американської соціології до емпіричних досліджень, вплинули на американську соціологію та соціальну психологію.

## Основні наукові праці
- «Стать і суспільство: дослідження з соціальної психології статі» (англ. "Sex and Society: Studies in the social psychology of sex", 1907);
- «Зібрання письмових джерел для вивчення соціального походження. Етнологічні матеріали, психологічні погляди, класифіковані й анотовані бібліографії при інтерпретації неграмотного суспільства» (англ. "Source Book for Social Origins. Ethnological materials, psychological standpoint, classified and annotated bibliographies for the interpretation of savage society", 1909);
- «Польський селянин у Європі й Америці. Монографія по іммігрантських групах» (англ. "The Polish Peasant in Europe and America. Monograph of an immigrant group", у співавторстві з Ф. В. Знанецьким; 1918–1921);
- «Непристосована дівчинка. Роздуми і погляди на аналіз поведінки» (англ. "The Unadjusted Girl. With Cases and Standpoint for Behavior Analysis", 1923)
- «Дитина в Америці: Проблеми і програми поведінки»(англ. "The Child in America: Behavior problems and programs", у співавторстві з Д С. Томас; 1928);
- «Поведінка первісної людини: Вступ до соціальних наук» (англ. "Primitive Behavior: An introduction to the social sciences", 1936).

В. Томас також написав велику кількість статей до «Американського журналу соціології», «Американського журналу» (англ. American Magazine) та інших видань.